# Edouard d’Huart

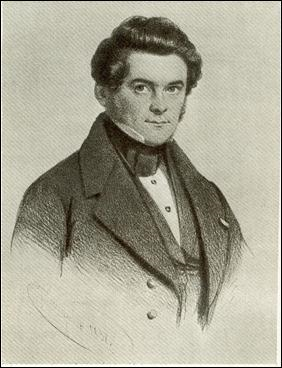
Edouard d’Huart

Edouard Baron d’Huart (* 15. August 1800 in Bofferdingen, Luxemburg; † 5. November 1884 in Achêne bei Ciney) war ein belgischer Politiker.
D’Huart war 1830 Mitglied des Nationalkongresses und bis 1848 der Kammer der Abgeordneten; 1830 bis 1834 Bezirkskommissär, 1834 bis 1839 Finanzminister, 1840 bis 1847 Gouverneur der Provinz Namur, seitdem in Ruhestand; er führte seit 1845 den Ehrentitel eines Staatsministers.